# 바르셀로나 지하철 1호선
바르셀로나 지하철 1호선(카탈루냐어: Línia 1 del metro de Barcelona, L1)은 바르셀로나 지하철의 노선이다. 상징색이 붉은색이어서 '베르멜랴 선' (Línia vermella →붉은 선)이라고도 한다. 3호선에 이어 두번째로 오래된 지하철 노선이며, 바르셀로나 지하철에서 가장 긴 노선이기도 하다. 바르셀로나 외곽의 루스피탈레트데류브레가트와 산타콜로마데그라메네트를 잇는다. 원래는 '바르셀로나 횡단철도'라는 독립 민간기업에서 운영을 맡았으나 오늘날에는 바르셀로나 광역 교통 (TMB)에서 운영하고 있으며, 바르셀로나 도시교통공사의 대중교통 운임체계가 적용된다. 한편으로 스페인의 표준 철궤인 이베리아궤를 지하철 노선으로는 유일하게 채택하고 있다.
1926년 처음으로 개통된 노선으로, 바르셀로나의 각 철도역을 연결하고 1929년 바르셀로나 만국박람회를 대비하기 위한 목적으로 건설되었다. 이후 수십년간 구간 연장을 거듭하면서, 현재 운영 역수만 30개에 달하는 거대 노선으로 바뀌어 바르셀로나 지하철 최대 규모의 노선으로 등극했다. 1호선의 각 역은 그 구조가 거의 동일하게 지어졌으며, 바르셀로나 지하철역 대다수와 마찬가지로 내부장식도 사실상 거의 없다시피하게 지어 놓았다. 다만 일부 역사에서는 인공 조명 교체공사를 진행하는 중이다. 짧은 지상구간을 제외하면 모든 역이 지하에 위치해 있으며 본선 철로가 다니는 터널을 공유하는 구간도 있다.
차후 남쪽 방면으로 엘프라트데류브레가트까지, 북쪽 방면으로 바달로나까지 연장하는 계획이 세워져 있다. 특히 바달로나에서는 바르셀로나 지하철 2호선의 바달로나 센트레 역과 환승될 전망이다.

## 개통 연혁
- 1926년: 볼데타 역 - 카탈루냐 역 개통
- 1932년: 산타 에울랄리아 역 - 볼테다 역, 카탈루냐 역 - 아르크 데 트리옴프 역 개통
- 1933년: 아르크 데 트리옴프 역 - 마리나 역 개통
- 1951년: 마리나 역 - 클로트 역 개통
- 1952년: 클로트 역 - 나바스 역 개통
- 1954년: 나바스 역 - 파브라 이 푸치 역 개통
- 1968년: 파브라 이 푸치 역 - 토라스 이 바제스 역 개통
- 1983년: 토라스 이 바제스 역 - 산타 콜로마 역, 토라사 역 - 산타 에울랄리아 역 개통, 볼데타 역 폐역
- 1987년: 아빙구다 카릴레트 역 - 토라사 역 개통
- 1989년: 우스피탈 데 벨비제 역 - 아빙구다 카릴레트 역 개통
- 1993년: 산타 콜로마 역 - 폰도 역 개통

## 경로

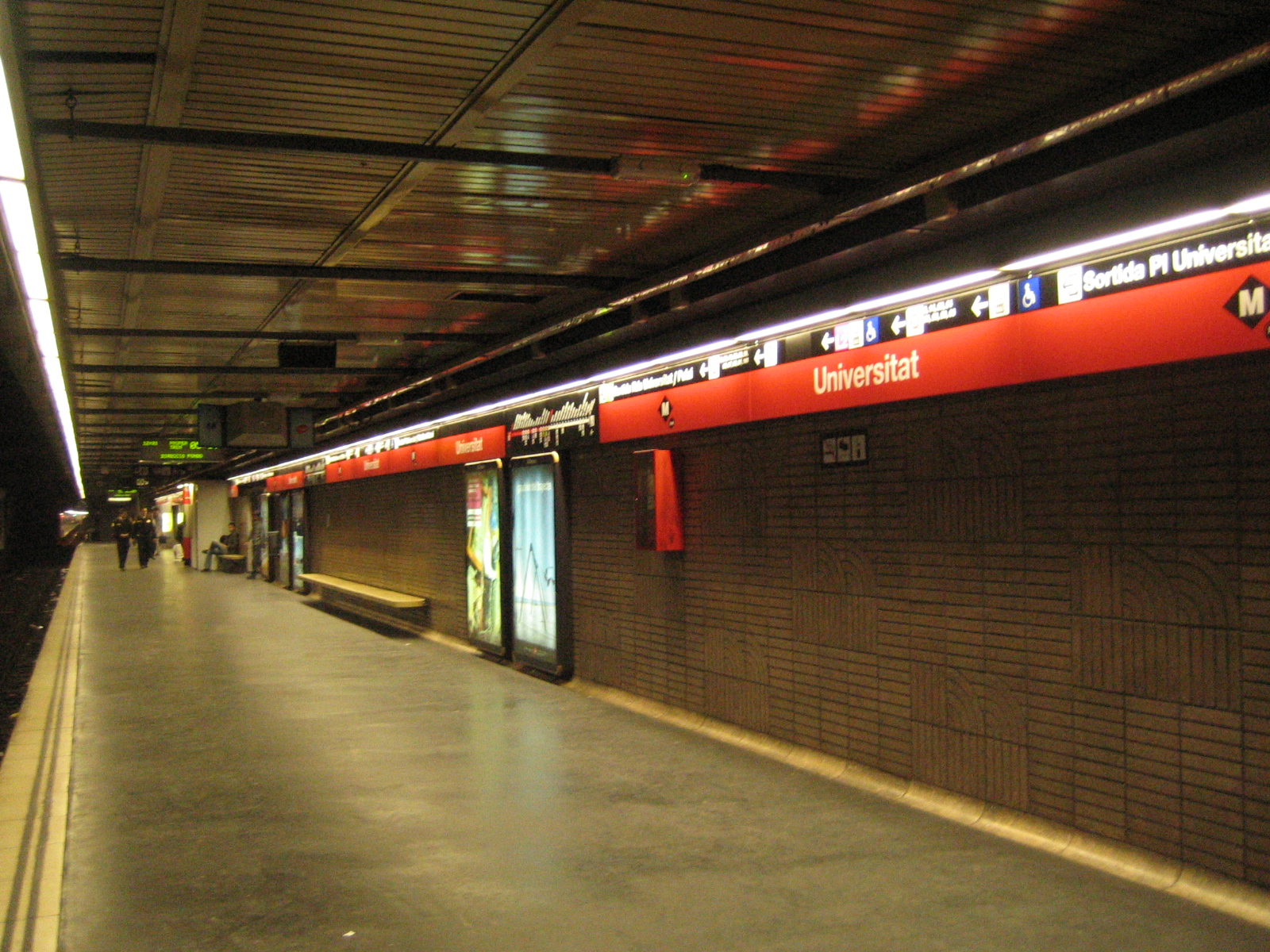
우니베르시타트 역

1호선은 루스피탈레트데류브레가트에 위치한 우스피탈 데 벨비제 역부터 산타콜로마데그라메네트에 위치한 폰도 역까지 이어져 있다. 이 중에서 플라사 데 산스 역부터 산타에울랄리아 역까지의 구간은 지상 구간이며, 나머지 구간은 지하 구간이다.
카탈루냐 역부터 아르크 데 트리옴프 역까지의 구간은 아디프 (ADIF)에서 소유한 일반철도 터널 구간을 지나는데, 렌페에서 운행하는 카탈루냐 통근철도 노선과 공유한다. 터널 내에 부설된 선로는 4선으로, 바깥쪽 선로가 지하철 1호선 열차가 다니는 선로, 안쪽 선로가 일반철도 운행이 이뤄지는 선로다. 이 같은 선로 변화로 인해 카탈루냐 역에서 지하철 열차는 상대식 승강장 방면으로, 통근철도 열차는 섬식 승강장 방면으로 정차한다. 이와 반대로 아르크 데 트리옴프 역에서는 통근열차가 상대식 방면으로, 지하철 열차는 측면에 배치된 단일선로 터널로 빠져나간다. 두 역 사이의 중간역인 우르키나오나 역에서는 1호선 열차가 섬식 승강장 방면으로 정차하며 통근철도 열차는 정차하지 않는다.